# Seifhennersdorf
Seifhennersdorf (pronunciación en alemán: /zaɪ̯fˈhɛnɐsˌdɔʁf/ⓘ) es un municipio situado en el distrito de Görlitz, en el estado federado de Sajonia (Alemania), a una altitud de 360 metros. Su población a finales de 2016 era de unos 3747 habs. y su densidad poblacional, 800 hab/km².